# ویکتور خووروستیان
ویکتور خووروستیان (ارمنی: Վիկտոր (Խվորոստով) Խվորոստյան؛  زادهٔ ۱۹۰۳ - درگذشته ۱۹۳۹)  سیاستمدار اهل ارمنستان بود که از تاریخ نوامبر ۱۹۳۷ تا تاریخ مارس ۱۹۳۹ سمت فهرست رئیسان سرویس امنیت ملی ارمنستان را برعهده داشت.

## زندگی‌نامه
در ۱۹۰۳  به دنیا آمد .  وی در ۱۹۳۹ در سن ۳۶ سالگی  درگذشت.